# A cappella

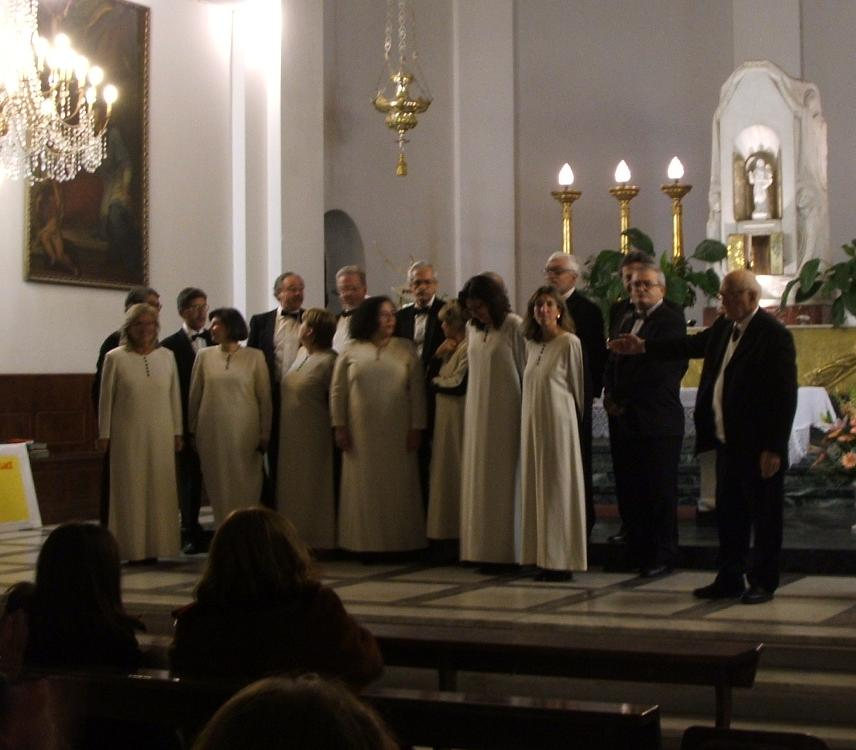
Um coro a cappella.

A cappella (AFI: [a kapˈpɛlla]) ou acappella é uma expressão de origem italiana, também utilizada na maioria dos idiomas ocidentais, que designa a música vocal sem acompanhamento instrumental. O canto a cappella (em português: "à capela", que significa "à moda da capela", "no estilo da capela") tem suas origens na prática do canto gregoriano, que não exige o auxílio do órgão ou de qualquer outro instrumento, sendo executado apenas por vozes de monges ou clérigos que formavam o grupo de cantores chamado schola cantorum. Muitas vezes os cantores desciam do presbitério e se punham a cantar em uma capela lateral da igreja, daí a origem da expressão.
São exemplos de composições a cappella os motetos e os madrigais. Compositores como Mozart, Bach e Bruckner escreveram muita música para esta formação.
Também pode ser designada uma peça a cappella uma versão cantada ou a extração das vozes de uma música que tem instrumental.

## Tradição religiosa
A técnica a cappella foi e até hoje é usada nas igrejas. Além do canto gregoriano, a maior parte das músicas sacras renascentistas para grupos vocais ou coros polifônicos também foi concebida para ser cantada a cappella.
Entre os cristãos da atualidade, conhecidos por conduzir seus cultos a cappella incluem-se os amish, alguns batistas, algumas igrejas católicas, os Irmãos de Plymouth, igrejas presbiterianas devotas aos Salmos, entre outras. Muitos menonitas também conduzem parte de seus cultos sem instrumentos.
Os cultos tradicionais judaicos não incluem instrumentos musicais. A instrumentação é tradicionalmente esquecida no Sabbath e outras festividades. Alguns muçulmanos também adotaram o estilo a cappella desde que o Islão tradicional proibiu o uso de instrumentos, exceto uma percussão básica. O estilo a cappella muçulmano tem o nome anasheed.

## Exemplos de grupos a cappella
- Arautos do Rei
- Pentatonix
- Take 6
- The Voca People

## Para ouvir
| Duerme Negrito (a cappella) |
| |
| Tradicional da fronteira entre Colombia e Venezuela em arranjo de Emiglio Solé, interpretação da Camerata Ars Musica sob regência de Jayme Amatnecks |

| "Oração de São Francisco" (Pe. Irala) (1968)                                                                              |
| |
| Gravação ao vivo do coro do CEIC no Teatro da FEP, em Curitiba, em 2001 - adaptação para coro a capela de Jayme Amatnecks |